# Andrea Rauschenbusch
Andrea Rauschenbusch (* 1959) ist eine deutsche Kommunikationsdesignerin und Gestalterin. Sie ist Professorin an der Hochschule für Künste Bremen (HfK Bremen).

## Leben
Andrea Rauschenbusch wuchs in Hamburg auf, wo sie auch eine berufliche Ausbildung absolvierte. Sie studierte von 1987 bis 1991 Kommunikationsdesign am damaligen Fachbereich Kunst und Design der Fachhochschule Hannover (FH Hannover). Von 1991 bis 2000 war sie als Art- und Kreativ-Direktorin bei einer Agentur in Hannover tätig. Rauschenbusch hatte von 1995 bis 2001 einen Lehrauftrag am Fachbereich Design und Medien der FH Hannover. Seit 2000 ist sie selbstständig als Gestalterin tätig. Von 2000 bis 2005 hatte sie eine Professur für Visuelle Kommunikation am Fachbereich Design der Fachhochschule Münster inne; ab 2003 übernahm sie zusätzlich den Vorsitz des dortigen Prüfungsamtes. Seit 2004 ist sie Mitglied im Beirat der internationalen Designkonferenz Profile Intermedia in Bremen.
Rauschenbusch hat seit Oktober 2005 eine Professur für Kommunikationsgestaltung an der Hochschule für Künste Bremen (HfK Bremen) inne und ist verantwortlich für das Arbeitsfeld Corporate Identity/Corporate Design (CI/CD). Von 2007 bis 2009 war sie zusätzlich Konrektorin der HfK Bremen.
Andrea Rauschenbusch hat einen Sohn und lebt in Hannover.

## Publikationen (Auswahl)
- Beyond identity. Perspektivenwechsel und interkulturelle Verständigung durch die Künste (Hochschule für Künste Bremen und Design and Art Center Cairo). In: Kurt-Jürgen Maaß, Bernd Thum (Hrsg.): Deutsche Hochschulen im Dialog mit der arabischen Welt. Beiträge zur Tagung des Wissenschaftlichen Initiativkreises Kultur und Außenpolitik (WIKA), Karlsruhe, 19. und 20. Juli 2007. (= Wissensraum Europa – Mittelmeer, Band 1). KIT Scientific Publishing, Karlsruhe 2009, ISBN 978-3-86644-379-2, S. 109–120 (online bei Google Bücher).
- Unfolding perspectives, beyond identity – and beyond. A dialogical discourse on the nature and intricacies of cultural exchange and knowledge transfer. Übersetzung ins Englische von Damian Harrison. Textem-Verlag, Hamburg 2011, ISBN 978-3-941613-48-5 (englisch; als Herausgeberin; mit Beiträgen von: Judith Gärtner, Christian Heinz, Caspar Sessler).